# 신안 조선족 진
신안 조선족 진(중국어: 新安朝鲜族镇, 중국조선어: 신안조선족진)은 중화인민공화국 무단장시 하이린시 관할의 조선족 민족진이다. 